# Jessica White
Jessica White (21 de junio de 1984) es una modelo y ocasional actriz estadounidense.

## Primeros años y educación
White nació y fue criada en Buffalo, Nueva York. Asistió al Kensington High School.

## Carrera
A la edad de 13 años, White fue descubierta en su ciudad natal Buffalo, Nueva York, y acudió a la Personal Best modeling school a la edad de 16 años. Después de modelar durante una semana, su primer trabajado fue un editorial para Vogue después de conocer a Anna Wintour. En París, firmó un contrato con IMG agency y durante los siguientes seis meses realizó campañas para CoverGirl, Chloé, Jean Paul Gaultier y Gap.
Ha desfilado por las pasarelas de Nueva York de grandes diseñadores, incluyendo Ralph Lauren, Oscar de la Renta, Marc Jacobs y Tommy Hilfiger. Tyra Banks le apodó "la modelo de su generación". En junio de 2007, White contrató con la marca de cosméticos Maybelline, más tarde ese mismo año, desfiló para la Victoria's Secret Fashion Show.
Ha hecho editoriales para Harper's Bazaar, Teen Vogue, King y portadas para Surface y Trace. En 2003, White fue elegida para el afamado Swimsuit Issue de Sports Illustrated. Además también realizó las publicaciones del 2004, 2005, 2007, 2008, 2009, 2010 y 2011.
Además de trabajar para fotógrafos mundialmente conocidos, ha sido objeto/sujeto de varios trabajos de body painting de Joanne Gair.
En 2006, White tuvo un pequeño papel en Big Momma's House 2 y apareció en el vídeo musical para Big & Rich, el cantante John Legend, el rapero Jay-Z (Change Clothes), Robin Thicke (The Sweetest Love), y el cantante de R&B Trey Songz (Neighbors Know My Name). En 2008 apareció en The Young and the Restless. El 14 de octubre de 2009, White apareció en America's Next Top Model.
White es representada por Brandsway Creative.

## Asuntos legales
En octubre de 2010, Whitefue arrestrada por agredir a una mujer en Nueva York.

## Vida personal
White ha realizado entrevistas sobre su adicción a la cocaína y sobre su trastorno bipolar